# Grauntjärnen (Bodsjö socken, Jämtland)
Grauntjärnen är en sjö i Bräcke kommun i Jämtland och ingår i Ljungans huvudavrinningsområde.